# Konrad C. F. Lorenzen
Konrad C. F. Lorenzen (* 30. August 1936 in Bochum) ist ein deutscher Manager im Bereich Öffentlicher Personennahverkehr.

## Leben

### Ausbildung und Beruf
Konrad C. F. Lorenzen wurde als Sohn von Gerhard Lorenzen und Christiane Lorenzen, geb. Riebeling, geboren. Im April 1957 machte er Abitur an der Goethe-Schule Bochum. Dann studierte er Betriebswirtschaftslehre an der Freien Universität Berlin, der Universität München und der Universität zu Köln. 1962 absolvierte er in Köln das Examen als Diplom-Kaufmann. In seiner Diplomarbeit beschäftigte er sich mit der „Rationalisierung öffentlicher Nahverkehrsbetriebe“.
1963 bis 1965 arbeitete er in der Planungsabteilung der Hamburger Hochbahn (HHA) mit den Arbeitsschwerpunkten Linienleistungs- und -erfolgsrechnung, Verkehrsverbund, Lifecycle Busflotte. 1965 bis 1967 war er kaufmännischer Werkleiter der Betriebe der Stadt Mülheim an der Ruhr.
Nach alleiniger Geschäftsführung und Vorstandstätigkeit in diversen Vorläuferbetrieben des öffentlichen Personen- und Güterverkehrs im Landkreis Altena/Kreis Lüdenscheid (1967 bis 1975) war er von 1975 bis 1987 in Lüdenscheid alleinvertretungsberechtigter Geschäftsführer und Vorstand der Märkischen Verkehrsgesellschaft (MVG), der Märkischen Eisenbahngesellschaft (MEG) und der Märkischen Touristik GmbH (MST) sowie Mitglied der Geschäftsführung des Flugplatzes Hegenscheid (FHG) und der Märkischen kommunalen Wirtschaftsgesellschaft GmbH (MKG) des Märkischen Kreises.
Anschließend wechselte Lorenzen nach Berlin und war von 1988 bis 1995 Geschäftsleiter bzw. Vorstand der Berliner Verkehrsbetriebe (BVG AöR) (bis 1994 für das Hauptressort Betrieb & Verkehr und zeitweilig zusätzlich Finanzen und Technik & Bau), ab 1994 Vorstand Marketing und Vertrieb und in Personalunion zugleich Geschäftsführer der Vorbereitungs-GmbH für den Verkehrsverbund Berlin-Brandenburg. Ab 1995 war er der Gründungsgeschäftsführer der Verkehrsverbund Berlin-Brandenburg GmbH (VBB). Seit 1998 war Lorenzen schließlich bis 2010 freiberuflich als Traffic Consultant, Unternehmensberater und Consulting Partner tätig. Als Aufsichtsrat bzw. Beirat war er unter anderem beim Nordhessischen Verkehrsverbund (NVV) und der Stiftung Neuromedizin der Universität Münster tätig.

### Gesellschaftliches Engagement
Lorenzen ist Mitglied folgender Vereine: Akademischer Segler-Verein e.V., Berlin und München; Lions Club Lüdenscheid-Medardus (seit 1978, Gründungspräsident); Lions Club Berlin-Alexanderplatz (1988–2004, 1× Präsident); Deutsche Verkehrswissenschaftliche Gesellschaft DVWG; Fachforum für Verkehrsunternehmen, Dortmund (FV); Lüdenscheider Schützengesellschaft e.V.; Geschichts- und Heimatverein Lüdenscheid e.V.

### Ehrungen
- 1987: Bundesverdienstkreuz am Bande
- 1997: Goldener Ehrenring des Verbandes Deutscher Verkehrsunternehmen, VDV, Köln
- 1998: Ehrenmitglied des Internationalen Verbandes für öffentliches Verkehrswesen (UITP). Brüssel (bis 2006)
- 2013: Melvin Jones Fellow of Lions International.

## Veröffentlichungen (Auswahl)
- Die Bedeutung von Kapazitätsfreisetzungs- und Kapazitätserweiterungseffekten für die Finanzierung von Investitionen in die Fahrzeugparks öffentlicher Nahverkehrsbetriebe. In: Nahverkehrspraxis. Dortmund, Heft 11/1964.
- Bildschirmtextsysteme zur Herstellung und Bearbeitung numerischer Fahrpläne und zum Fahrplandruck. In: Nahverkehrspraxis. Dortmund, Heft 5/1980.
- Betriebshofplanung der MVG unter Berücksichtigung der Markt- und Kostenentwicklung, der Unternehmensorganisation und des Umweltschutzes. In: Verkehr und Technik. Bielefeld, Heft 8/1980.
- Der ÖPNV in der Fläche, Entwicklung, Lage und Gedanken zu seiner Verbesserung. In: Der Nahverkehr. Düsseldorf, Heft 0/1983.
- Möglichkeiten und Grenzen des Einsatzes standardisierter Kleinbusse (Midibusse). In: Der Nahverkehr. Düsseldorf, Heft 5/1983.
- Ausschreibung öffentlicher Linienverkehre. In: Nahverkehrspraxis. Dortmund, Heft 2/1985.
- Subsidiarität statt Streckenstillegung. Vertikale Aufgabenteilung zwischen Staatsbahn und lokalen Verkehrsträgern. In: Der Nahverkehr. Düsseldorf, Heft 2/1985.
- Erste betriebliche und technische Erfahrungen mit Standard-Linienbussen im ÖPNV. In: Der Nahverkehr. Düsseldorf, Heft 5/1985.
- Bleibt der ÖPNV in der Zukunft finanzierbar? Wandlungen in der Finanzierungsdiskussion. In: Der Nahverkehr. Düsseldorf, Heft 6/1985.
- Möglichkeiten und Grenzen der Kostensenkung im öffentlichen Personennahverkehr durch Beteiligung von Privatunternehmen an den Omnibusliniendiensten. In: Z.f.ö.U. Baden-Baden, Heft 3/1988
- Verbesserung des öffentlichen Nahverkehrs im ländlichen Raum in der politischen Perspektive. In: Nahverkehrspraxis. Dortmund, Heft 6/1988.
- Stadtverkehr im Wertewandel. Die Rolle des ÖPNV im Stadtverkehr von morgen. In: Der Nahverkehr. Düsseldorf, Heft 3/1990.
- Le S-Bahn de Berlin. In: Le rail. Paris, Heft 9/1990.
- Sicherheit in U-Bahnen, dargestellt am Beispiel der BVG. In: Der Nahverkehr. Heft 7/1992.
- Corporate Design für die Nutzungskette und Nutzeroberfläche des ÖPNV. In: Der Nahverkehr. Düsseldorf, Heft 1 und 2/1993.
- Das integrierte Leit-Informations- und Sicherungssystem, LISI, für die Berliner U-Bahn. In: Der Nahverkehr. Düsseldorf, Heft 3/1994.
- From a Divided Past to an Integrated Future – Developments in Local Public Transport in Berlin. In: Japan Railway & Transport Review. Tokio, 1995.
- Vom Posthorn zum Corporate Public Design. In: Festschrift Busse und Bahnen, Mobilität für Menschen und Güter 1895–1995. Hrsgb. VDV, Düsseldorf 1995.
- Der neue Verkehrsverbund für Berlin und Brandenburg. In: Der Nahverkehr. Düsseldorf, Heft 3/1997
- Erinnerungen an die Wendezeit in Berlin, an politische Ereignisse und meine Tätigkeit von 1987–1997. Selbstverlag, 2018.

| Personendaten    | Personendaten          |
| ---------------- | ---------------------- |
| NAME             | Lorenzen, Konrad C. F. |
| KURZBESCHREIBUNG | deutscher Manager      |
| GEBURTSDATUM     | 30. August 1936        |
| GEBURTSORT       | Bochum                 |